# Campeonato Mundial de Voleibol Masculino Sub-19
El Campeonato Mundial de Voleibol Masculino Sub-19 es una competición internacional de selecciones nacionales de voleibol menores de 19 años. Se juega cada dos años desde 1989. La primera competición tuvo lugar en Dubái, Emiratos Árabes Unidos, en 1989.

## Palmarés
| Sede | Países |
| ---- | --- |
| 3    | Argentina (2011, 2015, 2023) |
| 2    | México (2007, 2013) · Irán (1997, 2021) |
| 1    | EAU (1989) · Portugal (1991) · Turquía (1993) · Puerto Rico (1995) · Arabia Saudita (1999) · Egipto (2001) · Tailandia (2003) · Argelia (2005) · Italia (2009) · Uzbekistán (2025) |

## Medallero
- Actualizado hasta Uzbekistán 2025

| Núm. | País          | Oro | Plata | Bronce | Total |
| ---- | ------------- | --- | ----- | ------ | ----- |
| 1    | Brasil        | 6   | 1     | 0      | 7     |
| 2    | Rusia         | 3   | 4     | 1      | 8     |
| 3    | Irán          | 2   | 3     | 3      | 8     |
| 4    | Polonia       | 2   | 1     | 2      | 4     |
| 5    | Italia        | 2   | 1     | 1      | 4     |
| 6    | Francia       | 2   | 0     | 1      | 3     |
| 7    | Serbia        | 2   | 0     | 0      | 2     |
| 8    | China         | 0   | 2     | 0      | 2     |
| 9    | Japón         | 0   | 1     | 3      | 4     |
| 10   | Argentina     | 0   | 1     | 2      | 3     |
| 11   | Bulgaria      | 0   | 1     | 1      | 2     |
| 11   | España        | 0   | 1     | 1      | 2     |
| 12   | Grecia        | 0   | 1     | 0      | 2     |
| 12   | India         | 0   | 1     | 0      | 1     |
| 12   | Venezuela     | 0   | 1     | 0      | 1     |
| 13   | Corea del Sur | 0   | 0     | 3      | 3     |
| 14   | Cuba          | 0   | 0     | 1      | 1     |
|      | TOTAL         | 19  | 19    | 19     | 57    |

## MVPpor edición
- 1993 –  Brasil - Giba
- 1997 –  Italia - Daniele Desiderio
- 2001 –  Irán - Mohammad Soleimani
- 2005 –  Rusia - Anton Fomenko
- 2007 –  Irán - Mojtaba Ghiasi
- 2009 –  Serbia - Aleksandar Atanasijević
- 2011 –  Serbia - Uroš Kovačević
- 2013 –  Rusia - Pavel Pankov
- 2015 –  Polonia - Bartosz Kwolek
- 2017 –  Irán - Amirhossein Esfandiar
- 2019 –  Italia - Tommaso Rinaldi
- 2021 –  Polonia - Tytus Nowik
- 2023 –  Francia - Mathis Henno
- 2025 –  Francia - Andrej Jokanovic